# Talant
Talant est une commune française située dans le département de la Côte-d'Or, en région Bourgogne-Franche-Comté. Sa population est de 11 986 habitants au recensement de 2022. 
Elle fait partie de Dijon Métropole et est située au nord-ouest de Dijon commune dont elle est limitrophe. Du fait de sa proximité avec Dijon, la cité se présente comme une ville essentiellement résidentielle, après avoir été une petite cité fortifiée sur un promontoire dominant la vallée de l'Ouche.

## Géographie

### Localisation
Talant se situe à 5 km du centre-ville de Dijon.
Les communes limitrophes sont Daix, Dijon, Fontaine-lès-Dijon et Plombières-lès-Dijon.

### Climat
Pour des articles plus généraux, voir Climat de la Bourgogne-Franche-Comté et Climat de la Côte-d'Or.
En 2010, le climat de la commune est de type climat océanique dégradé des plaines du Centre et du Nord, selon une étude du Centre national de la recherche scientifique s'appuyant sur une série de données couvrant la période 1971-2000. En 2020, Météo-France publie une typologie des climats de la France métropolitaine dans laquelle la commune est exposée à un climat océanique altéré et est dans la région climatique  Bourgogne, vallée de la Saône, caractérisée par un bon ensoleillement (1 900 h/an), un été chaud (18,5 °C), un air sec au printemps et en été et des vents faibles. 
Pour la période 1971-2000, la température annuelle moyenne est de 10,2 °C, avec une amplitude thermique annuelle de 17,7 °C. Le cumul annuel moyen de précipitations est de 831 mm, avec 12 jours de précipitations en janvier et 7,6 jours en juillet. Pour la période 1991-2020, la température moyenne annuelle observée sur la station météorologique de Météo-France la plus proche, « Dijon Toison », sur la commune de Dijon à 3 km à vol d'oiseau, est de 11,5 °C et le cumul annuel moyen de précipitations est de 771,8 mm,. Pour l'avenir, les paramètres climatiques de la commune estimés pour 2050 selon différents scénarios d'émission de gaz à effet de serre sont consultables sur un site dédié publié par Météo-France en novembre 2022.
| Mois                                  | jan.         | fév.           | mars           | avril         | mai           | juin          | jui.          | août          | sep.           | oct.          | nov.             | déc.           | année      |
| ------------------------------------- | ------------ | -------------- | -------------- | ------------- | ------------- | ------------- | ------------- | ------------- | -------------- | ------------- | ---------------- | -------------- | ---------- |
| Température minimale moyenne (°C)     | −0,4         | 0              | 2,4            | 5             | 9,1           | 12,5          | 14,4          | 14            | 10,9           | 7,5           | 3,1              | 0,4            | 6,6        |
| Température moyenne (°C)              | 2,6          | 4              | 7,6            | 10,8          | 14,8          | 18,7          | 20,7          | 20,2          | 16,5           | 12            | 6,5              | 3,3            | 11,5       |
| Température maximale moyenne (°C)     | 5,7          | 8              | 12,7           | 16,6          | 20,5          | 24,9          | 26,9          | 26,4          | 22,1           | 16,4          | 9,9              | 6,2            | 16,4       |
| Record de froid (°C) date du record   | −13 13.01.03 | −15,2 05.02.12 | −13,1 02.03.05 | −4,2 04.04.22 | −0,1 03.05.21 | 2,5 04.06.01  | 6,5 14.07.04  | 6,2 31.08.06  | 0,2 30.09.1995 | −5,5 29.10.12 | −11,2 23.11.1998 | −19,4 20.12.09 | −19,4 2009 |
| Record de chaleur (°C) date du record | 17 01.01.23  | 21 27.02.19    | 25,4 31.03.21  | 27,6 15.04.07 | 32 20.05.22   | 37,8 30.06.19 | 39,6 24.07.19 | 39,2 13.08.03 | 34,5 09.09.23  | 28,5 10.10.23 | 22 07.11.15      | 17,1 30.12.21  | 39,6 2019  |
| Précipitations (mm)                   | 60,5         | 50             | 54,8           | 59,9          | 73,2          | 63,6          | 67,8          | 58,2          | 57             | 80,8          | 77,1             | 68,9           | 771,8      |

## Urbanisme

### Typologie
Au 1er janvier 2024, Talant est catégorisée grand centre urbain, selon la nouvelle grille communale de densité à sept niveaux définie par l'Insee en 2022.
Elle appartient à l'unité urbaine de Dijon, une agglomération intra-départementale regroupant 15  communes, dont elle est une commune de la banlieue,,. Par ailleurs la commune fait partie de l'aire d'attraction de Dijon, dont elle est une commune du pôle principal,. Cette aire, qui regroupe 333 communes, est catégorisée dans les aires de 200 000 à moins de 700 000 habitants,.

### Occupation des sols
L'occupation des sols de la commune, telle qu'elle ressort de la base de données européenne d’occupation biophysique des sols Corine Land Cover (CLC), est marquée par l'importance des territoires artificialisés (64,6 % en 2018), en augmentation par rapport à 1990 (62,5 %). La répartition détaillée en 2018 est la suivante : zones urbanisées (43,5 %), milieux à végétation arbustive et/ou herbacée (19,7 %), terres arables (15,4 %), espaces verts artificialisés, non agricoles (13,8 %), zones industrielles ou commerciales et réseaux de communication (7,3 %), prairies (0,3 %). L'évolution de l'occupation des sols de la commune et de ses infrastructures peut être observée sur les différentes représentations cartographiques du territoire : la carte de Cassini (XVIIIe siècle), la carte d'état-major (1820-1866) et les cartes ou photos aériennes de l'IGN pour la période actuelle (1950 à aujourd'hui).

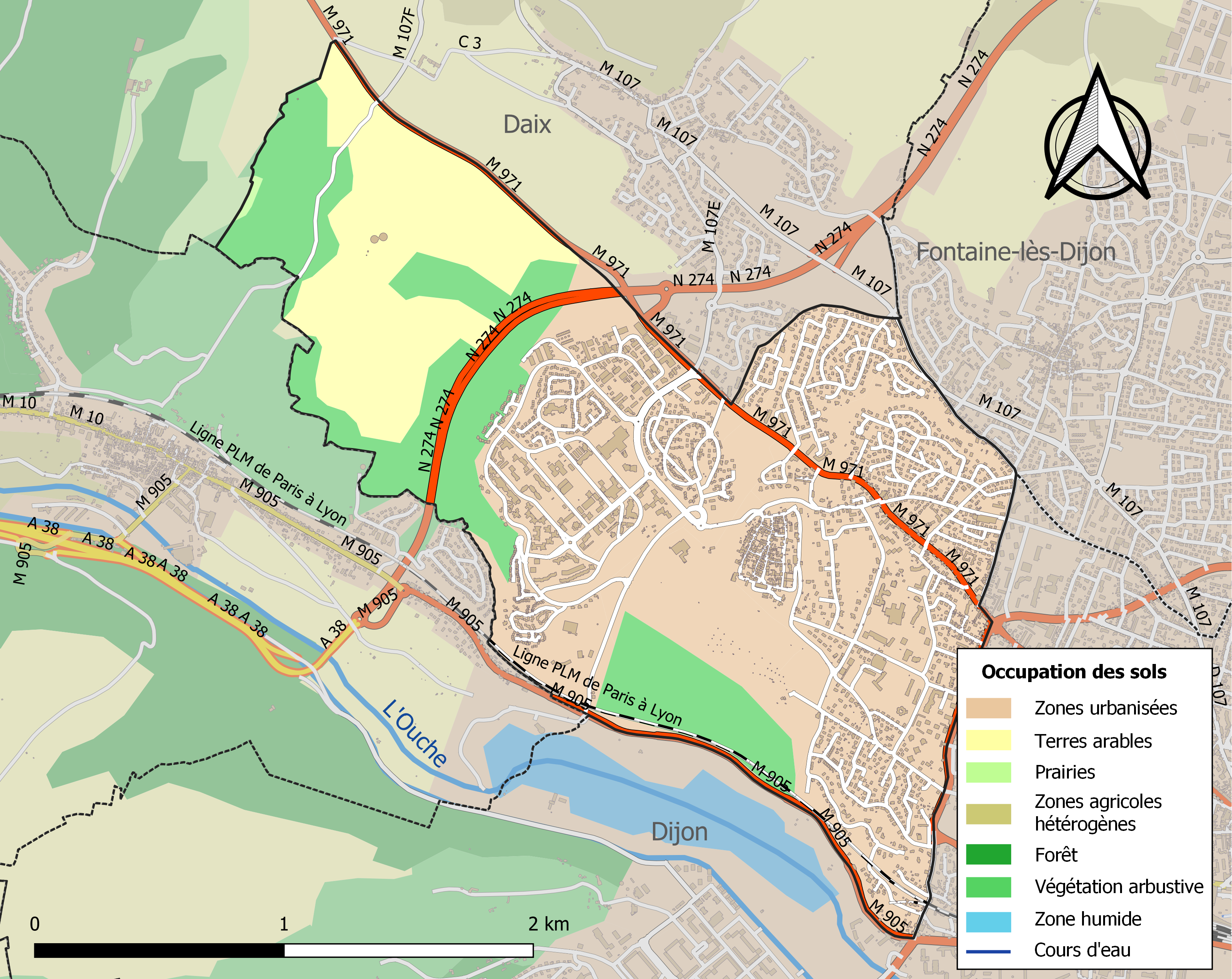
Carte des infrastructures et de l'occupation des sols de la commune en 2018 (CLC).
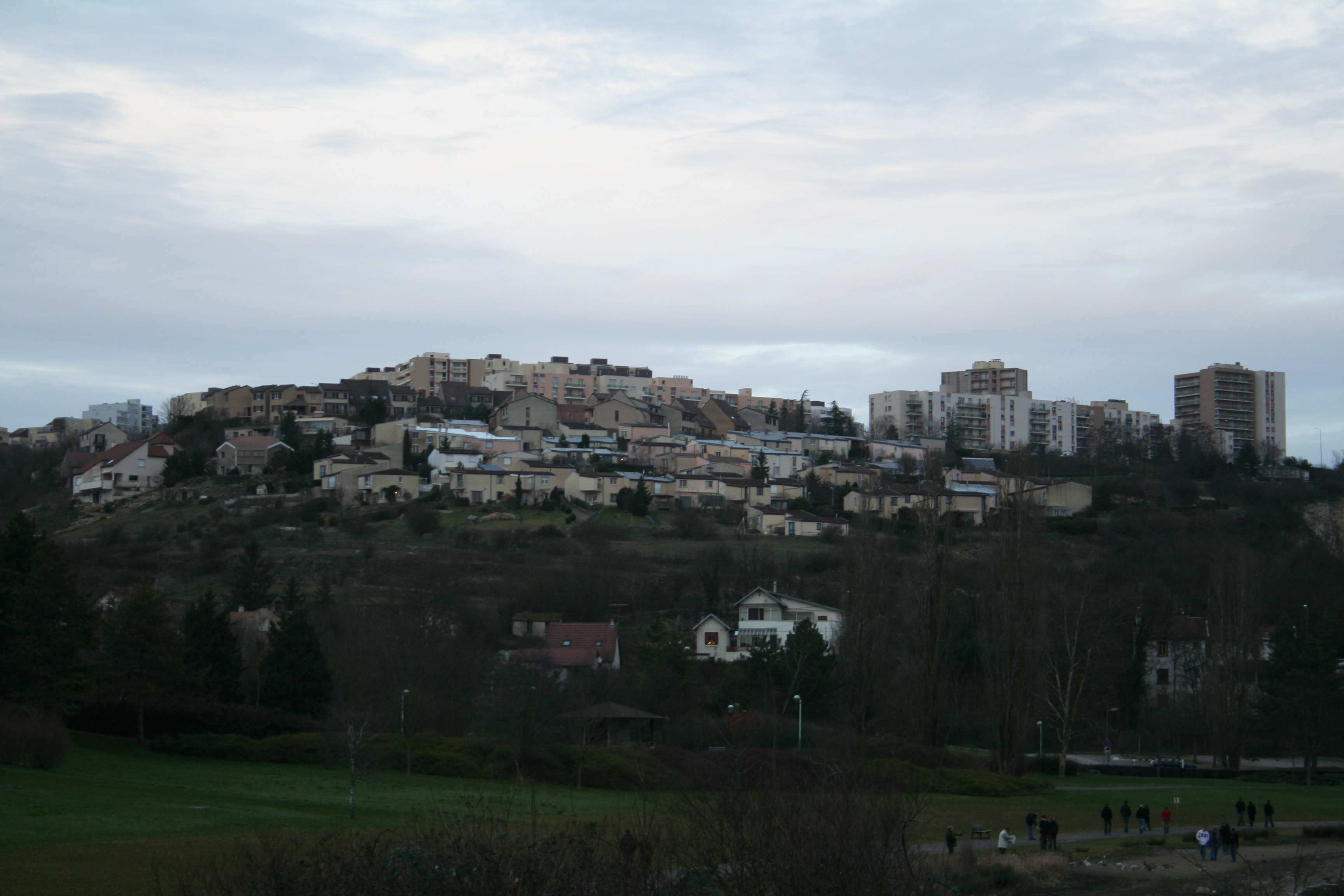
Panorama de la ville.

## Toponymie
Le nom de la localité est attesté sous les formes Mons qui dicitur Talanz (1178-1198) ; Mons de Talent (1208) ; Mons de Talant (1209) ; Thalant (1231) ; Talantum (1235) ; Talentum (1267) ; Thalent (1360) ; Talan (1483) ; Tallent (1497) ; Taland, Tallan (1574) ; Tallant (1576) ; Talland (1657).

## Histoire

### Moyen Âge
Situé à l’ouest de Dijon à 353 m d’altitude, l’éperon rocheux sur lequel s’étend la commune de Talant offre un magnifique panorama. La vue s’étend, par temps clair, jusqu’au Jura voire au Mont-Blanc. Un dicton déclare fort à propos : « Qui voit Talant n’est pas dedans ».
Jusqu’au XIIe siècle, le « mons de Talant », situé aux portes de Dijon, est un lieu inhabité, presque maudit, fréquenté par les fées ; il appartient au domaine de l’abbaye de Saint-Bénigne.
En 1208, Eudes III entreprend la construction de la forteresse de Talant dans le but d’assurer un abri plus sûr à ses trésors et à ses archives qu’en son palais ducal de Dijon.

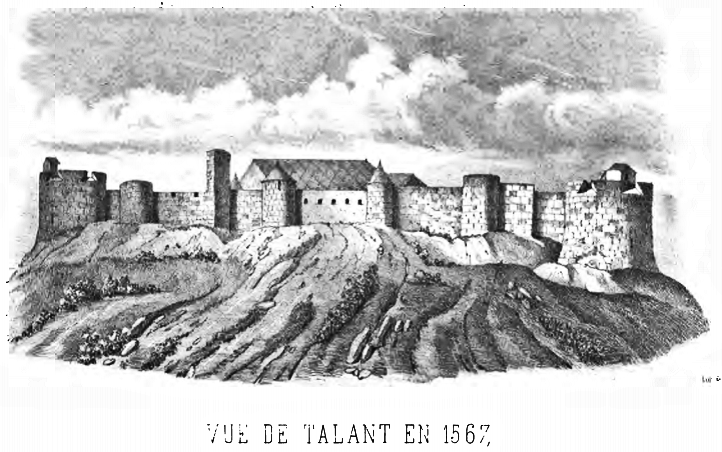
Château de Talant.

Il fonda au nord du château une ville neuve fortifiée et un prieuré pour quelques moines de Saint-Bénigne à l’angle sud-est du plateau.
L’enceinte terminée (1 100 m de long, flanquée de 33 tours), Eudes III y accueillit tous les serfs qui fuyaient l’oppression de leur seigneur, et notamment les paysans attirés par la liberté et le travail affranchi de toute entrave.
L’histoire de cette forteresse nous apprend qu’elle prit une part active aux événements de la ville de Dijon.
En novembre 1216, Eudes III accorde aux habitants de Talant le droit de s’administrer eux-mêmes en promulguant la «Charte de Commune», les dispense d’impôt et de service militaire.
« Je veux que tous ceux que j’ai attirés dans ma place-forte de Talant soient libres ».
C’est vraisemblablement à Eudes III que l’on doit le blason « bandé d’or et d’azur de six pièces », imitation de son propre blason.
En septembre 1218, Eudes III meurt.
Alix de Vergy, sa veuve, administra le pays avec le titre de duchesse-mère du duc, jusqu’à la majorité de son fils, Hugues IV.
Rentrant d’Égypte où il avait accompagné le roi Saint-Louis, celui-ci s’évertua à agrandir son domaine. Talant lui doit sa maladière.
Robert Il, son fils, aimait à séjourner à Talant. Il renforça la châtellenie de Talant par ses nombreuses acquisitions dont la seigneurie du Val-Suzon, et celle de Daix ; il agrandit ainsi son clos jusqu’à l’Ouche.
Hugues V, fils de Robert Il en son court règne, ne nous laissa pas beaucoup de traces.
Eudes IV, son frère et successeur, confirma les privilèges de Talant et fit du château le centre et le point de départ de ses opérations politiques et militaires.
Le 9 février 1326, il y reçut sa belle-mère Jeanne, veuve du roi Philippe V le Long, descendue du trône de France, qui regagnait son comté de Bourgogne. Elle séjourna au château en compagnie de sa fille Jeanne, épouse du duc Eudes IV et de son petit-fils Philippe Monsieur, père du futur duc Philippe de Rouvres.
Dix ans plus tard, en 1336 le roi de France, Philippe VI de Valois, alors qu’il se rendait auprès du pape solliciter une trêve dans la guerre des Anglais s’arrêta à Talant où l’on organisa des fêtes brillantes en son honneur.
Eudes IV fut emporté par la peste noire en 1349, laissant la Bourgogne désolée par la guerre civile.
Jeanne de Boulogne, sa bru (veuve de Philippe Monsieur), mère du jeune duc Philippe de Rouvres, épousa le futur roi de France Jean le Bon, à qui elle transféra le bail du duché et la tutelle du jeune Philippe, son fils.

Devenue reine de France (1350), elle fit armer le château de Talant face aux périls croissants.
À la guerre civile succéda l’invasion anglaise. La Bourgogne sépara ses intérêts de ceux de la France et signa un traité avec l’Angleterre.
En 1360, Philippe de Rouvres, ayant atteint sa majorité, prit en main l’administration du duché. Il confirma les privilèges des «talantins», mais mourut un an plus tard, en novembre 1361.
Le roi de France, Jean II le Bon, son plus proche parent, se déclara héritier et réunit le duché à la couronne.
En décembre 1361, lors d’une visite au château de Talant, il confirma les privilèges de la ville, comme l’avait fait son prédécesseur.
Le 6 septembre 1363, il concéda le duché à son quatrième fils, Philippe le Hardi, duc de Touraine.
À l’exemple de son père, celui-ci confirma les privilèges de Talant et en mai 1370, par un acte solennel signé au château de Talant, Philippe le Hardi s’engagea à supprimer la gabelle (impôt sur le sel).
Le 28 septembre 1373, la duchesse Marguerite de Flandres, qui gouvernait en l’absence de Philippe son époux, s’installa avec toute sa suite à Talant. Le séjour de la cour de Bourgogne fut une cause de prospérité pour les «talantins».
En 1376, Talant comptait 134 feux (environ 700 âmes). Deux foires et un marché s’y tenaient régulièrement, facilités par les changeurs lombards (banquiers) qui s’étaient établis dans la commune.
Jean sans Peur, fils aîné de Philippe le Hardi, bien qu’il n’y ait vraisemblablement jamais séjourné considérait le château de Talant comme «le plus beau, le plus seigneurial, et l’une des clefs de son duché». En 1396, rentrant de la croisade de Nicopolis, il rapporta en trophée la Vierge de Saint-Luc qu’il offrit à Talant, exposée dans l’église Notre-Dame.
Le 11 février 1421, le jeune duc Philippe le Bon, fils de Jean sans Peur, reçut la couronne ducale. Il donna aux habitants de Talant des lettres confirmatives de leurs privilèges et prescrivit la construction de deux nouvelles tours.
En 1430, l’évêque de Langres vint consacrer l’église Notre-Dame.
En 1434, Isabelle de Portugal, épouse de Philippe le Bon, s’enferma à Talant avec son jeune fils Charles, le futur Charles le Téméraire, apprenant qu’en l’absence du duc, les «Écorcheurs» (soldats licenciés devenus bandits) menaçaient Dijon.
Sous Charles Le Téméraire, la Chambre des comptes du duché s’installa pendant cinq mois au château de Talant, chassée de Dijon par la peste (1466).
En 1477, le duché de Bourgogne rentra dans le domaine royal, après la mort du duc Charles Louis XI ayant confisqué le duché sur la fille du Téméraire, Marie de Bourgogne.

### Temps modernes
En juin 1494, le roi Charles VIII confirma les privilèges que les « talantins » tenaient des anciens ducs de Bourgogne, par lettre datée de Dijon.
Louis XII à l’exemple de son devancier, accorda, en avril 1501, de semblables lettres à nos compatriotes.
En 1524, François Ier, traversant la Bourgogne, visita la « célèbre résidence » des ducs à Talant.
Puis le château disparut de la scène politique jusqu'au règne d'Henri III, qui renforça sa garnison. Il reparaîtra sous la Ligue pour jouer le rôle qui causa sa destruction : en 1585, les partisans des Guise s'emparent par ruse de la forteresse.
À l'issue de la bataille de Fontaine-Française, le roi reçut les châteaux de Dijon et de Talant. Après son retour entre les mains du roi, Talant est en butte aux critiques des royalistes dijonnais qui réclament la disparition de la forteresse.
Le 24 juillet 1598, adjudication est faite de la démolition du château et des remparts de la ville. En six mois, le travail est achevé. Talant est réduit à la condition de simple village : une ville devait être ceinte d’un rempart, et en perdant le sien, Talant perdait sa qualité et ses privilèges de «ville». Cependant le roi, par lettres patentes de février 1609, rétablit Talant dans son titre et ses privilèges de « ville » qu'elle conservera jusqu’en 1789.
En 1634, une épidémie de peste éprouva cruellement Talant. Quatre ans plus tard, il n'y restait plus que 60 feux (environ 300 habitants).
À la suite de l'édit royal de 1692, qui transformait les magistratures électives (donc celle du maire de Talant) par des offices perpétuels, l'échevinage de Talant devint une « mairie » (1694). Dès lors, Talant vit son maire perpétuel, vêtu de la robe rose de satin violet, figurer dans les cérémonies où se rassemblaient tous les magistrats des villes de la Bourgogne. Il était qualifié de « Conseiller du roi, juge ordinaire tant au civil et au criminel, que de police de ville et commune de Talant ».
Au XVIIIe siècle et jusqu'à la Révolution, la vie à Talant s'écoula sans événement notable.

En 1790, Talant devint une simple commune du canton de Plombières.

### Époque contemporaine

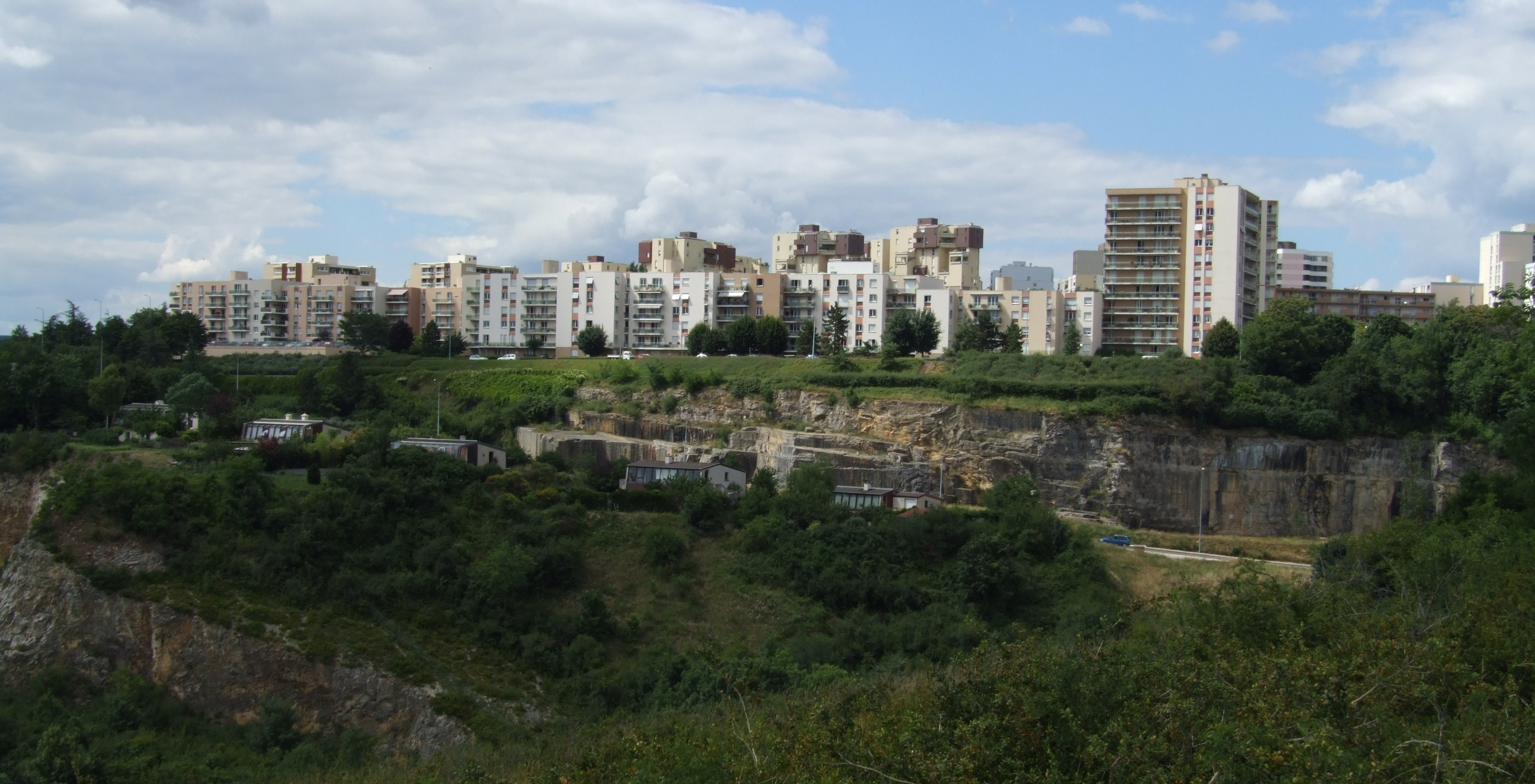
Quartier du Belvédère de Talant.

#### Guerre de 1870-1871
En janvier 1871, de violents combats opposent l’armée prussienne et l’Armée de l’Est commandée par le général Bourbaki qu’accompagnaient les volontaires de Garibaldi. Le point stratégique de Talant fut glorieusement défendu. Un monument sur la RN 71, près de Daix, commémore ce fait d’armes.

#### Expansion démographique au XXIe siècle
La ville a connu une expansion démographique importante ces vingt dernières années : alors qu’elle comptait 4 400 habitants en 1975, elle en accueille actuellement 12 000 habitants environ. Ce développement a notamment été permis par la construction du Belvédère, grand ensemble de 2 760 logements réalisé à la fin des années 1970,. Une partie est classée quartier prioritaire, avec 3 200 habitants en 2018.

## Politique et administration

### Découpage territorial
La commune se trouve dans l'arrondissement de Dijon du département de la Côte-d'Or.

#### Commune et intercommunalités
La commune est membre de Dijon Métropole.

#### Circonscriptions administratives
La commune est rattachée au canton de Talant.

#### Circonscriptions électorales
Pour l'élection des députés, la commune fait partie de la première circonscription de la Côte-d'Or.

### Élections municipales et communautaires

#### Liste des maires
| Période | Période | Identité | Étiquette | Qualité |
| ------- | ------- | -------- | --------- | ------- |

| Période      | Période      | Identité           | Étiquette | Qualité |
| ------------ | ------------ | ------------------ | --------- | --- |
| mars 1965    | mars 1977    | Joffre Gisclon     | ?         | Docteur en Médecine                                                                                                |
| mars 1977    | mars 1983    | Michel Houëlle     | PS        | Conseiller Régional de Bourgogne (1986-1987); Ingénieur en Physique                                                |
| mars 1983    | janvier 1997 | Baptiste Carminati | RPR       | Député suppléant de Robert Poujade (1988-1997)                                                                     |
| janvier 1997 | mai 2020     | Gilbert Menut      | UMP-LR    | Conseiller Général (2004-2015) / Vice Président du Conseil Général de la Côte d’Or / Vice Président du Grand Dijon |
| mai 2020     | En cours     | Fabian Ruinet      | LR        | Chef d’entreprise                                                                                                  |

### Jumelages
- Gimbsheim (Allemagne)
- Mascouche (Canada)

## Démographie
L'évolution du nombre d'habitants est connue à travers les recensements de la population effectués dans la commune depuis 1793. Pour les communes de plus de 10 000 habitants les recensements ont lieu chaque année à la suite d'une enquête par sondage auprès d'un échantillon d'adresses représentant 8 % de leurs logements, contrairement aux autres communes qui ont un recensement réel tous les cinq ans,.

En 2022, la commune comptait 11 986 habitants, en évolution de +2,43 % par rapport à 2016 (Côte-d'Or : +0,82 %, France hors Mayotte : +2,11 %).
| 1793 | 1800 | 1806 | 1821 | 1836 | 1841 | 1846 | 1851 | 1856 |
| ---- | ---- | ---- | ---- | ---- | ---- | ---- | ---- | ---- |
| 494  | 524  | 536  | 553  | 629  | 631  | 695  | 724  | 692  |

| 1861 | 1866 | 1872 | 1876 | 1881 | 1886 | 1891 | 1896 | 1901 |
| ---- | ---- | ---- | ---- | ---- | ---- | ---- | ---- | ---- |
| 733  | 763  | 708  | 706  | 762  | 776  | 715  | 632  | 600  |

| 1906 | 1911 | 1921 | 1926 | 1931 | 1936  | 1946  | 1954  | 1962  |
| ---- | ---- | ---- | ---- | ---- | ----- | ----- | ----- | ----- |
| 586  | 615  | 650  | 783  | 896  | 1 186 | 1 440 | 1 757 | 1 988 |

| 1968  | 1975  | 1982   | 1990   | 1999   | 2006   | 2011   | 2016   | 2021   |
| ----- | ----- | ------ | ------ | ------ | ------ | ------ | ------ | ------ |
| 3 210 | 4 436 | 11 665 | 12 860 | 12 176 | 11 898 | 11 118 | 11 702 | 11 894 |

| 2022   | - | - | - | - | - | - | - | - |
| ------ | - | - | - | - | - | - | - | - |
| 11 986 | - | - | - | - | - | - | - | - |

## Économie

### Viticulture
Talant est une commune viticole du vignoble de la Bourgogne, elle est autorisée à produire les vins : AOC Bourgogne aligoté, AOC Bourgogne, AOC Bourgogne Passe-tout-grains, AOC Coteaux Bourguignons, AOC Crémant de Bourgogne et l'AOC Bourgogne mousseux.

## Culture locale et patrimoine

### Lieux et monuments
- Ville fleurie : trois fleurs[31].
- L'église Notre-Dame de Talant : l'église paroissiale, dédiée à l’Assomption de Notre-Dame, a été édifiée au début du XIIIe siècle pour desservir le bourg fortifié construit par le duc de Bourgogne Eudes III. Orienté d’est en ouest, ce vaste édifice de forme basilicale se situe en arrière de cette grande terrasse qui formait en partie la cour du château que l’on appelle encore aujourd’hui « la Cour du Roy »[32].

Au cours des siècles, l'église de Talant a fait l’objet d’aménagements et d’adjonctions.
Terminée au XIVe siècle, elle fut consacrée le 2 juillet 1430 par Charles de Poitiers, évêque de Langres, ainsi que le porte une inscription gravée sur un des piliers de la nef principale.
Notre-Dame de Talant est l’une des toutes premières églises entièrement gothique du duché.
- La porte Renaissance : cette porte décorative, sur la place de l'Église, est du plus pur style Renaissance : deux pilastres cannelés d’encadrement supportent un fronton triangulaire. Au centre de ce fronton, sur le linteau, un médaillon ovale, jadis porteur d’armoiries détruites pendant la Révolution, est entouré d’une double couronne de lauriers, tandis que la date de 1560, coupée en deux par le motif central, garnit les angles du linteau. Un demi-siècle plus tard, les hôtes de la maison, surmontèrent, à gauche, le fronton de leur porte d’une niche abritant le groupe traditionnel de la sainte Trinité : Dieu le Père, amplement drapé soutient de ses mains écartées le crucifix et présente sur sa barbe, au-dessus de la tête de Jésus crucifié, la Colombe aux ailes écartées, symbolisant le Saint-Esprit.

Sous le cintre de la niche, à gauche, une date, 1613, et à droite une signature dans le goût de l’époque, une sorte de P majuscule dont la queue est coupée d’une croix et est terminée par une boucle.
- La borne de finage : cette borne armoriée aux armes de Dijon, vieille de plus de quatre cents ans (1570), est l’une de celles qui jalonnaient la limite entre les villes de Talant et de Dijon ; elle se trouvait naguère au coin du boulevard des Clomiers (l'ancienne « voie mugneresse ») et de la route de Troyes. Elle avait été placée là après un long procès entre les deux communes. Elle est conservée à l’intérieur de la tour de la Confrairie. Le dossier de cette affaire est conservé aux Archives municipales de Dijon.
- Le cellier de l'ancien château de Talant : dernier vestige du château, cette grande cave présente des voûtes d’ogives à nervures prismatiques supportées par trois piliers cylindriques qui divisent la salle en huit travées sur deux nefs. Long de 25,80 m, large de 5 m, le cellier montre sur ses parois latérales les traces de huit caveaux où vieillissait le bon vin. Une neuvième voûte, face à l’escalier, marque le départ d’une galerie qui conduisait vers le puits du château. Après la démolition de la forteresse, le cellier fut loué aux vignerons de Talant, puis il fut fermé au XIXe siècle. En 1979, sa restauration a été décidée et s’est achevée en 1983 après de longs et minutieux travaux.
- La maison au tambour : elle se situe en face de la rue Notre-Dame, au nord. Le fronton de cette porte de clôture supporte une statue d’un soldat vêtu à la romaine et nonchalamment étendu, le pied reposant sur un tambour. Le visage est malheureusement mutilé les mains brisées tenaient probablement jadis un verre et un broc.

C'est une œuvre d’époque classique (seconde moitié du XVIIe siècle), qu’un propriétaire de la maison a placée sur sa porte au XIXe siècle.
- La tour de la Confrairie : des 33 tours adossées à l’enceinte, la tour de la « Confrairie » a, seule, été sauvée de la démolition[33].
 Bâtie en forme d’éperon, postérieure selon toute vraisemblance à la primitive enceinte, elle présente des murs très épais, percés de cinq archères, qui jadis donnaient passage à la bouche des pièces d’artillerie qui servaient à la défense. La confrérie, qui s’écrivait à l’époque « confrairie », était une association locale. Dynamique, régie par des règlements : ses membres se recrutaient parmi les talantais, hommes et femmes, tous «confrères» de bonne compagnie et de bon jugement. La présidence de la « confrairie » revenait de droit au capitaine châtelain. Le montant de la cotisation était fixé à « deux gros tournois de cuivre par an » (le « gros » était une monnaie qui valait douze deniers autrement dit un sou, monnaie de Tours (tournois). Cet argent venait combler les dépenses de l’église paroissiale : la cire d’abeille pour les chandelles, le sonneur pour ses cloches, le chantre pour les funérailles.
 Avec la somme restante, un banquet traditionnel était organisé le jour de la Conception de la Vierge, le 8 décembre. En 1358, les membres de la « confrairie » avaient acheté une maison située à l’endroit où s’élève l Hôtel de Ville pour y tenir leurs assises ; l’on y discutait des affaires locales.
 Lorsque le tocsin sonnait, les échevins venaient les y rejoindre. Cette maison est devenue la « maison commune », la mairie actuelle.
- Le clos de vigne : sur un coteau, la municipalité a restauré, en 2003, un clos de vigne avec ses murs, son entrée et sa cadole. Celle-ci a la forme d'un cylindre surmonté d'une toiture conique de lauses.
- Le verger François-Bugnon : la municipalité a également rénové, en 2006, un ancien verger clos, le verger François-Bugnon, avec sa maisonnette de vigne, sa cave sous roche et sa citerne. Pour faire bonne mesure, elle y a fait bâtir une cadole de plan rectangulaire, coiffée d'une bâtière de lauses[34].
- Le parc de la Fontaine aux Fées est une zone naturelle protégée, classée Zone naturelle d'intérêt écologique, faunistique et floristique de type I.

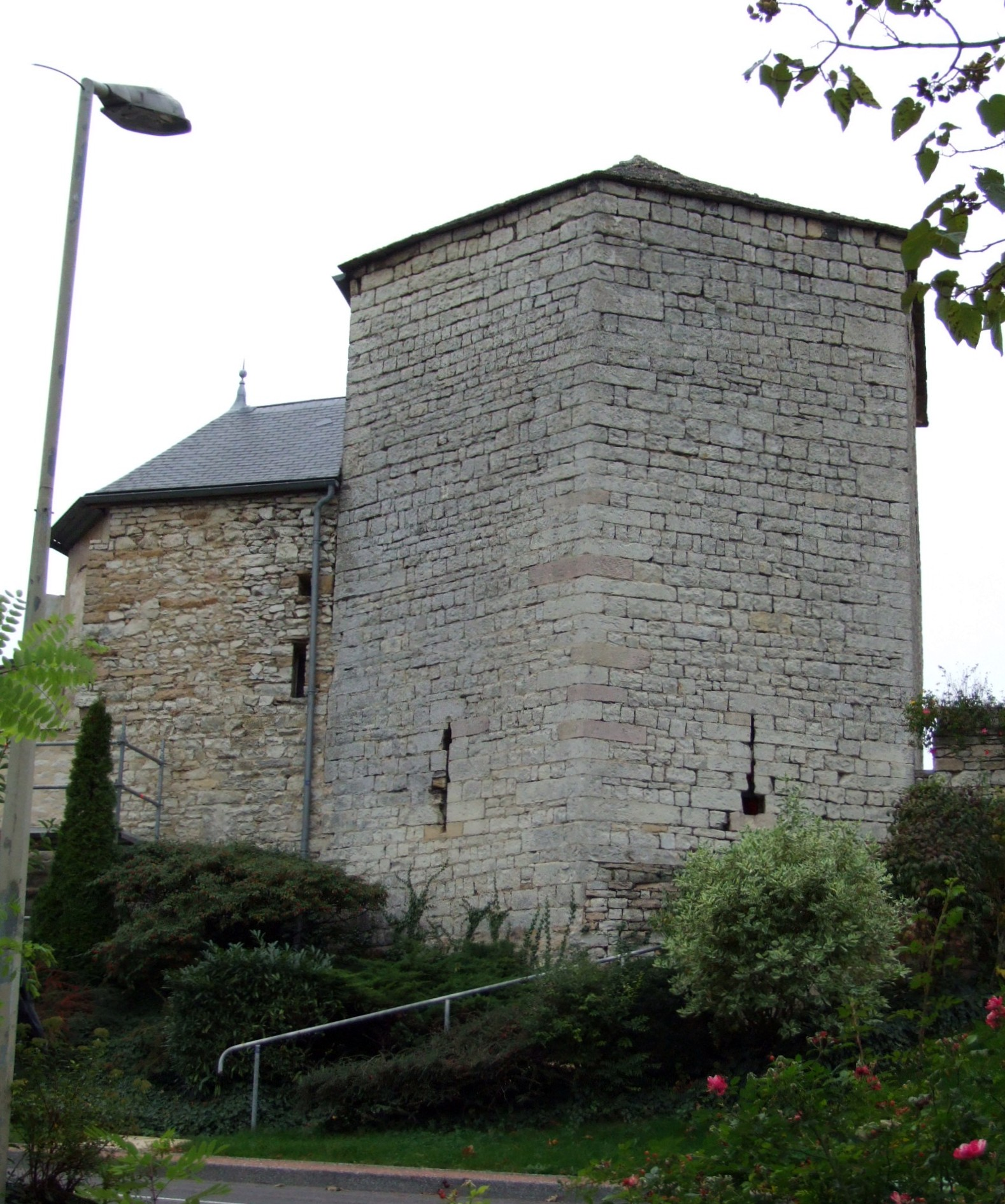
La tour de la Confrérie.
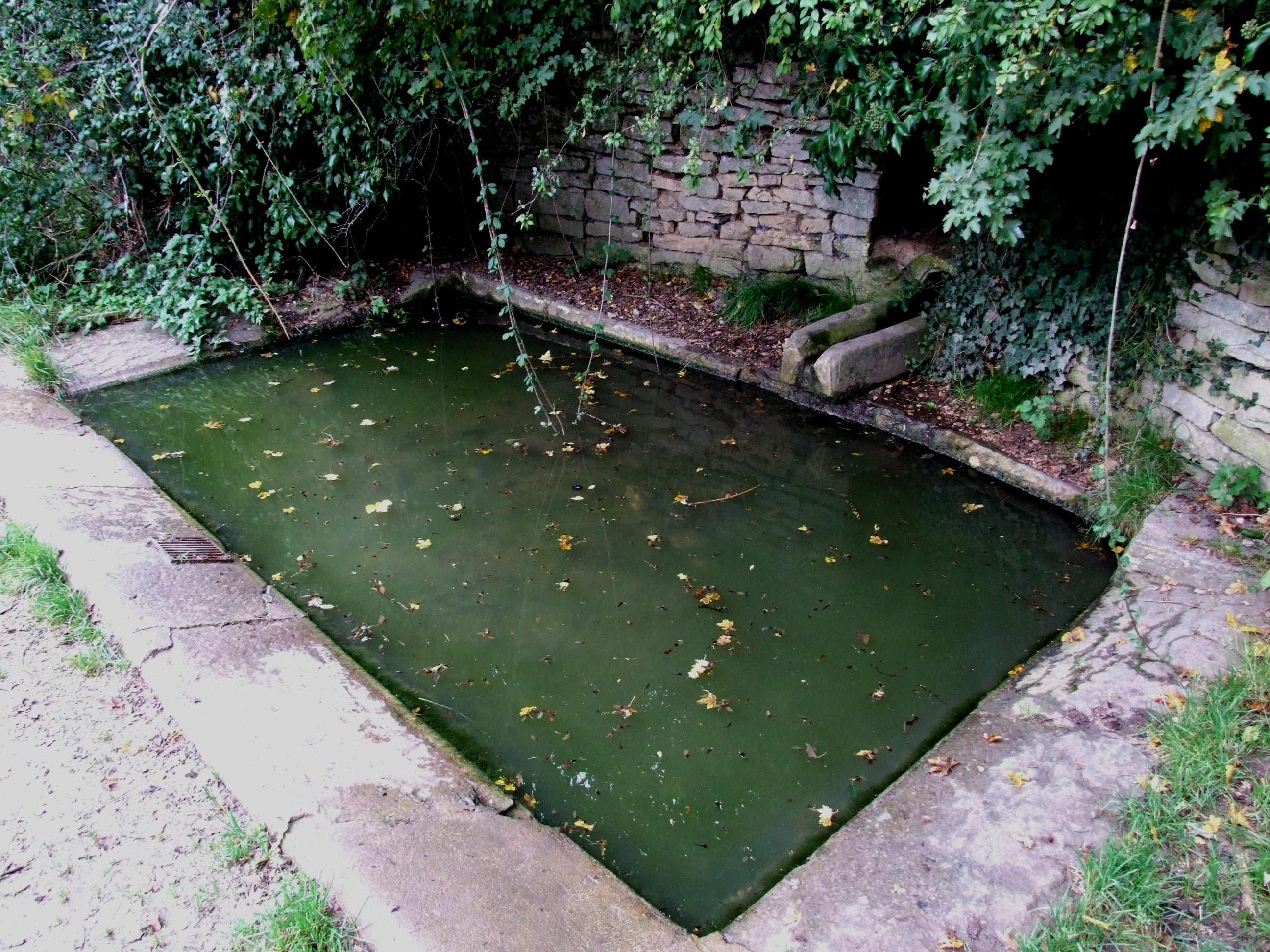
La « fontaine au Fées ».
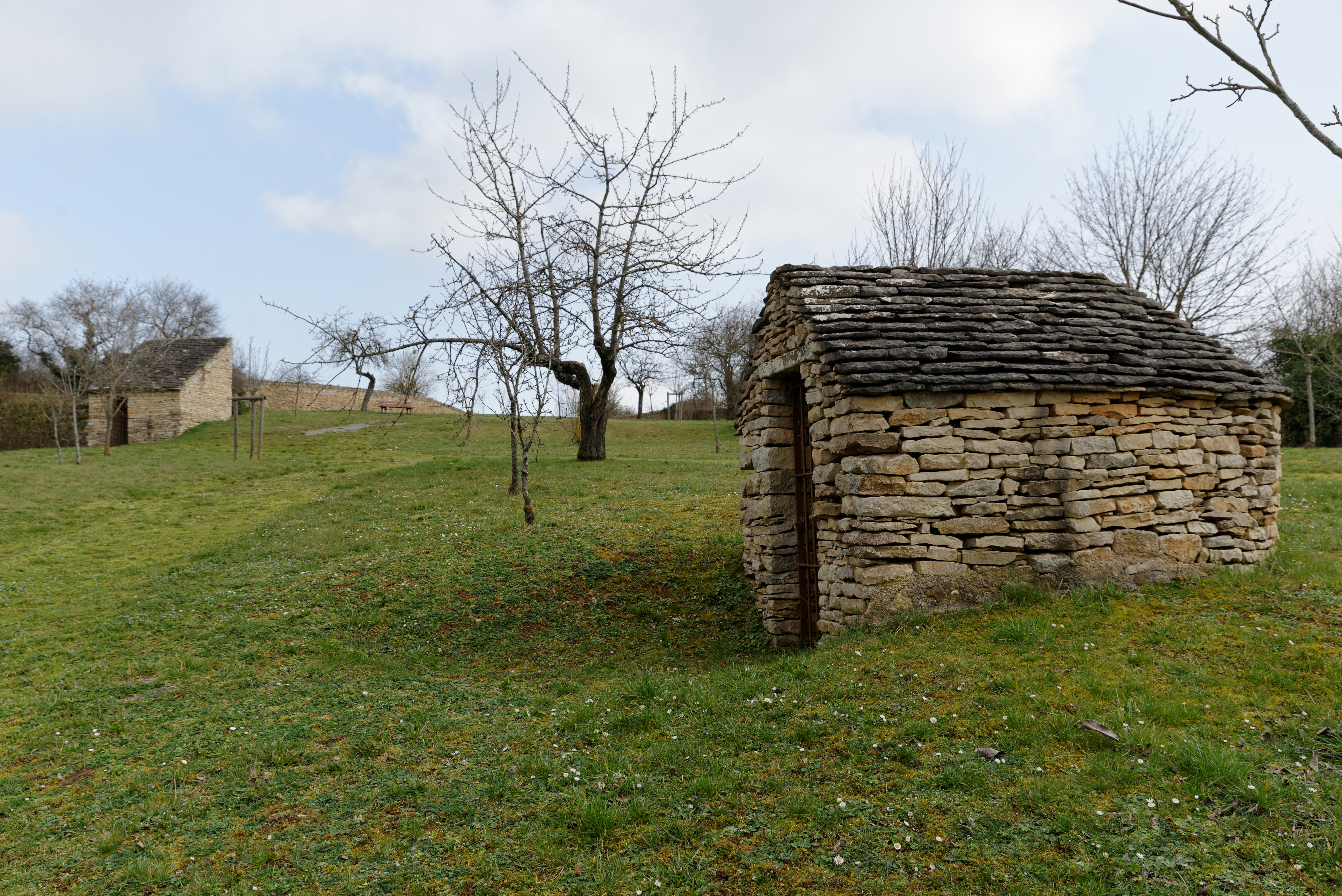
Le verger François-Bugnon.
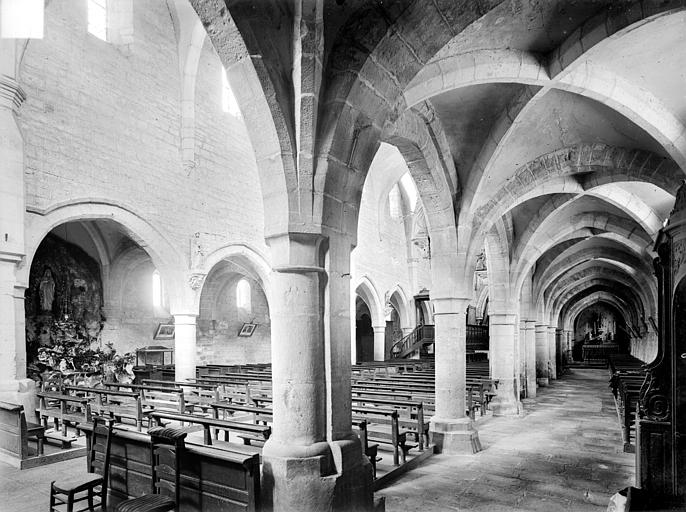
Bas-côté sud et nef de l'église de Talant.

### Personnalités liées à la commune
- Raymond Roques (1914-1943), aviateur né à Dijon, polytechnicien, compagnon de la Libération et mort pour la France en Afrique du Nord, inhumé à Talant.

### Héraldique
| Blason | Blasonnement : Bandé d'or et d'azur de six pièces. |

## Pour approfondir

#### Bases de données, dictionnaires et encyclopédies
- Site officiel
- Ressources relatives à la géographie :   - Insee (communes)
  - Ldh/EHESS/Cassini
- Ressource relative à plusieurs domaines :   - Annuaire du service public français
- Ressource relative aux organisations :   - data.gouv.fr
- Notices d'autorité :   - VIAF
  - BnF (données)
  - IdRef
  - LCCN
  - Israël